# Ostředek
Ostředek – gmina w Czechach, w powiecie Benešov, w kraju środkowoczeskim. Według danych Czeskiego Urzędu Statystycznego z dnia 1 stycznia 2023 liczyła 465 mieszkańców.

## Części wsi
- Bělčice
- Mžižovice
- Třemošnice
- Vráž